# Ferdinandusa
Ferdinandusa é um género botânico pertencente à família Rubiaceae.

## Espécies
Ferdinandusa contém 24 espécies, entre elas:
- Ferdinandusa ovalis
- Ferdinandusa speciosa